# 桜 (Kagrraのアルバム)
『桜』（さくら）は、日本のロックバンド、Kagrraのミニアルバム。2001年3月3日にPS COMPANYから販売。

## 概要
- 1st Pressは4曲収録のスリーブ仕様。2nd Pressには新たにボーナストラック「桜 〜再会の華〜 アコースティックVer.」を追加。
- 「沙羅双樹の子護唄」はメジャーデビュー後のシングル「幻影の貌/沙羅双樹の子護唄」で再録されている（2005年のアルバム『燦 〜san〜』へは「沙羅双樹の子護唄 〜燦remix〜」を収録）。
- 2005年にキングレコードから再発されている。
- 「妖祭」「沙羅双樹の子護唄」は2011年発売のベストアルバム『Kagrra Indies BEST 2000-2003』へ収録された。

## 収録曲
| 全作詞: 一志、全作曲・編曲: Kagrra。 |                                                                      |       |            |      |
| #                                    | タイトル                                                             | 作詞  | 作曲・編曲 | 時間 |
| 1.                                   | 「桜 〜再会の華〜」(さくら さいかいのはな／アルバムのリードトラック) | 一志  | Kagrra     | 6:05 |
| 2.                                   | 「碧の葬列」(あおのそうれつ)                                         | 一志  | Kagrra     | 6:17 |
| 3.                                   | 「妖祭」(ようさい)                                                   | 一志  | Kagrra     | 4:17 |
| 4.                                   | 「沙羅双樹の子護唄」(さらそうじゅのこもりうた)                       | 一志  | Kagrra     | 6:09 |
| 合計時間:                            | 合計時間:                                                            | 22:37 |            |      |

| #         | タイトル                                                        | 作詞  | 作曲・編曲 | 時間 |
| --------- | --------------------------------------------------------------- | ----- | ---------- | ---- |
| 5.        | 「桜 〜再会の華〜 アコースティックVer.」(さくら さいかいのはな) |       |            | 6:29 |
| 合計時間: | 合計時間:                                                       | 29:16 |            |      |

## 参加ミュージシャン
- 一志: Vocal
- 楓弥: Guitar
- 真: Guitar
- 女雅: Bass
- 白水: Drums